# Pro D2 2009-10
El Pro D2 2009-10 fue la décima edición de la segunda categoría profesional del rugby francés.

## Modo de disputa
El torneo se disputó en formato de todos contra todos en condición de local y de visitante en su fase regular, el equipo que se ubicó en la primera posición al finalizar el torneo se coronó campeón, del 2° al 5° puesto disputaron un play-off para decidir el segundo ascenso.
Los últimos dos equipos al finalizar el torneo descendieron directamente a la tercera división.

## Clasificación
| Pos. | Equipo          | Encuentros | Encuentros | Encuentros | Encuentros | Tantos | Tantos | Tantos | Puntos Bonus | Puntos |
| Pos. | Equipo          | PJ         | PG         | PE         | PP         | F      | C      | Dif    | Puntos Bonus | Puntos |
| ---- | --------------- | ---------- | ---------- | ---------- | ---------- | ------ | ------ | ------ | ------------ | ------ |
| 1.º  | Agen            | 30         | 21         | 2          | 7          | 724    | 378    | +346   | 17           | 105    |
| 2.º  | Lyon OU         | 30         | 18         | 6          | 6          | 644    | 431    | +213   | 10           | 94     |
| 3.º  | Stade Rochelais | 30         | 19         | 2          | 9          | 607    | 396    | +211   | 14           | 94     |
| 4.º  | Oyonnax         | 30         | 20         | 0          | 10         | 579    | 452    | +127   | 9            | 89     |
| 5.º  | Section Paloise | 30         | 16         | 5          | 9          | 545    | 425    | +120   | 10           | 84     |
| 6.º  | Grenoble        | 30         | 16         | 5          | 9          | 547    | 438    | +109   | 10           | 84     |
| 7.º  | Aurillac        | 30         | 17         | 0          | 13         | 575    | 518    | +57    | 8            | 76     |
| 8.º  | RC Narbonne     | 30         | 16         | 0          | 14         | 581    | 585    | −4     | 9            | 73     |
| 9.º  | Bordeaux-Bègles | 30         | 15         | 1          | 14         | 507    | 501    | +6     | 10           | 72     |
| 10.º | Tarbes          | 30         | 14         | 0          | 16         | 576    | 574    | +2     | 14           | 70     |
| 11.º | US Dax          | 30         | 13         | 2          | 15         | 542    | 594    | −52    | 8            | 64     |
| 12.º | Mont-de-Marsan  | 30         | 14         | 2          | 14         | 528    | 554    | −26    | 9            | 64     |
| 13.º | Auch            | 30         | 9          | 1          | 20         | 472    | 635    | −63    | 14           | 52     |
| 14.º | Colomiers       | 30         | 7          | 4          | 19         | 438    | 623    | −185   | 9            | 45     |
| 15.º | Pays d'Aix      | 30         | 6          | 2          | 22         | 426    | 737    | −311   | 7            | 35     |
| 16.º | CA Lannemezan   | 30         | 3          | 0          | 27         | 347    | 897    | −550   | 7            | 19     |

| Bandera de Francia |
| Campeón Agen       |
| Primer título      |

## Segundo ascenso

### Semifinal
| 2010 | La Rochelle | 6 - 3 | Oyonnax |  |  |

| 2010 | Lyon | 29 - 13 | Pau |  |  |

### Final
| 23 de mayo de 2010 | Lyon OU | 26 - 32 | Stade Rochelais |  |  |